# ラファエル・フェルナンド・シエラ・ケサダ

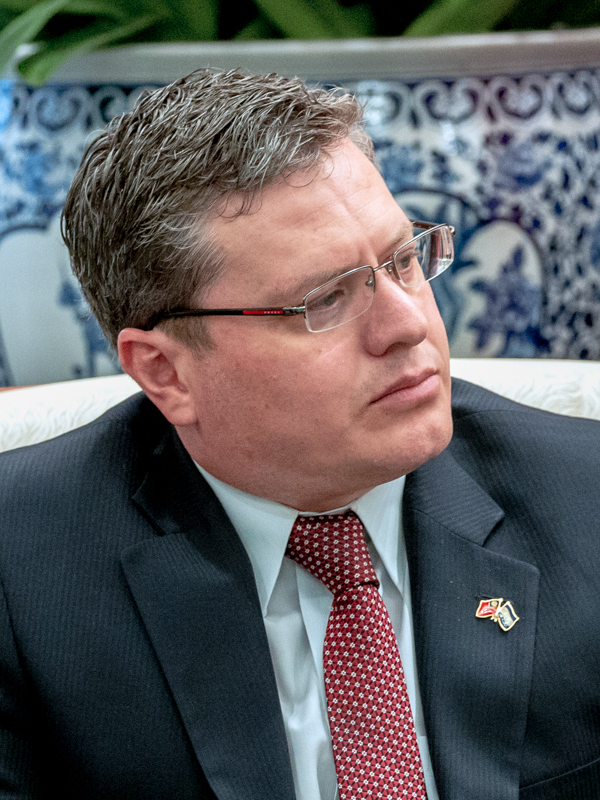
ラファエル・フェルナンド・シエラ・ケサダ

ラファエル・フェルナンド・シエラ・ケサダ（スペイン語: Rafael Fernando Sierra Quesada、繁体字中国語: 謝拉）は、ホンジュラスの外交官、大使。2015年1月より、在中華民国ホンジュラス大使を務めている。同年2月4日、馬英九総統に信任状を捧呈。
在中華民国大使として在任中の2015年5月、車を運転している最中に一般人に傷を負わせたと非難され、釈明の記者会見が開かれた。